# Киньон, Факундо
Факу́ндо Киньо́н (исп. Facundo Tomás Quignon; род. 2 мая 1993, Буэнос-Айрес) — аргентинский футболист, полузащитник клуба «Бельграно».

## Биография
Факундо Киньон — воспитанник клуба «Ривер Плейт». В 2020 году с молодёжной командой «Ривера» выиграл Кубок Либертадорес для игроков не старше 20 лет.
В июле 2013 года он перешёл в «Сан-Лоренсо». 20 апреля 2014 года Киньон дебютировал в аргентинской Примере, выйдя в основном составе в домашней игре с командой «Ньюэллс Олд Бойз». Спустя две недели он забил свой первый гол на высшем уровне, отметившись в домашнем поединке против клуба «Атлетико Рафаэла».
2 июля 2016 года Киньон был отдан в аренду на год с возможностью выкупа команде «Ньюэллс Олд Бойз». По истечении срока он вернулся в «Сан-Лоренсо». В июле 2018 года полузащитник перешёл в «Ланус». В 2020 году стал одним из ключевых игроков «гранатовых» в розыгрыше Южноамериканского кубка, в котором «Ланус» сумел дойти до финала. Киньон провёл девять матчей и забил один гол в ворота «Сан-Паулу».
14 июня 2021 года Киньон перешёл в клуб MLS «Даллас», подписав контракт на 2,5 года. В главной лиге США дебютировал 19 июня в матче против «Миннесоты Юнайтед». 23 апреля 2022 года в Техасском дерби против «Хьюстон Динамо» забил свой первый гол в MLS. По окончании сезона 2023 «Даллас» отклонил опцию продления контракта с Киньоном.
23 января 2024 года Киньон заключил контракт с клубом «Бельграно» сроком до декабря 2025 года.

## Титулы и достижения
- Вице-чемпион Аргентины (2): 2015, 2016
- Обладатель молодёжного Кубка Либертадорес (1): 2012
- Финалист Южноамериканского кубка (1): 2020